# Jake Brown (Biathlet)
William „Jake“ Brown (* 28. März 1992 in Edina, Minnesota) ist ein US-amerikanischer Biathlet. Er startet seit Ende 2018 im Weltcup und nahm an den Olympischen Spielen 2022 teil.

## Sportliche Laufbahn
Jake Brown begann seine professionelle Sportlerkarriere vergleichsweise spät im Alter von 23 Jahren und lief von Januar bis März 2016 einige niederklassige FIS-Rennen sowie die US-Meisterschaften, in deren Rahmen er immerhin den sechsten Platz des 30-Kilometer-Massenstarts erreichte. Seine ersten internationalen Biathlonwettkämpfe bestritt er 2017 beim IBU-Cup im finnischen Kontiolahti, worauf ein Einsatz beim IBU-Cup in Otepää sowie ein Jahr später in Martell und eine Teilnahme bei den Europameisterschaften in Ridnaun folgte. Regelmäßige Rennteilnahmen erfolgten erst mit Beginn des Winters 2018/19, wobei dem US-Amerikaner sofort Rang 15 im Sprint von Ridnaun und damit der erste Punktgewinn im IBU-Cup gelang. Kurz darauf gab er in Hochfilzen sein Weltcupdebüt und wurde mit der Staffel Zwölfter, beim Sprintrennen von Antholz gewann er zudem als 40. seinen ersten Weltcuppunkt. Browns erste Top-10-Platzierung folgte beim Mixedstaffelrennen seines Heimweltcups in Soldier Hollow an der Seite von Alex Howe, Joanne Reid und Clare Egan, am Saisonende bestritt er im schwedischen Östersund seine ersten Weltmeisterschaften. In der Saison 2019/20 feierte er seine Erfolge eher auf der zweiten Wettkampfebene, beispielsweise erzielte er in Ridnaun als Sechster des Sprints seinen ersten Top-10-Platz.
Seit Ende 2020 gehört Brown durchgehend zum US-amerikanischen Weltcupkader. Durchaus erfolgreich verlief seine Saison 2020/21, in welcher er siebenmal die Punkteränge erreichte und im Rahmen der Weltmeisterschaften überraschend den zwölften Rang des Sprints – sein bis heute bestes Individualresultat – und nach weiteren guten Platzierungen seinen ersten Massenstart auf Weltcupebene erreichte. Mit Clare Egan, Joanne Reid und Leif Nordgren wurde er in Nové Město na Moravě zudem Sechster des Mixedwettkampfes. 2021/22 kam der US-Amerikaner sogar ganze zehn Male unter die besten 40 Athleten und überzeugte dabei immer wieder mit seiner Schnelligkeit auf Skiern. Saisonhöhepunkt wurde die Teilnahme an den Olympischen Spielen von Peking, bei denen er unter anderem den 28. Platz im Einzel belegte. Sein bestes Weltcupergebnis erzielte Brown zu Beginn des Winters 2022/23 als 20. der Verfolgung von Kontiolahti, dies konnte er im Saisonverlauf allerdings nicht bestätigen und verpasste krankheitsbedingt auch die Weltmeisterschaften in Oberhof. Anfang 2024 stellte er gemeinsam mit Vincent Bonacci, Sean Doherty und Campbell Wright in der Männerstaffel die zwei besten Platzierungen der Geschichte auf: Zunächst erreichten die US-Amerikaner im Rahmen der WM den fünften Rang, beim Heimweltcup in Soldier Hollow verbesserten sie sich um einen weiteren Rang und Brown vergab, indem er im Stehenanschlag eine Strafrunde verursachte, sogar einen möglichen Podestplatz. Recht erfolgreich verlief die Folgesaison, Brown lief im Weltcup viermal unter die besten 30 und krönte sich nach Saisonschluss in Abwesenheit Campbell Wrights zum US-Meister im Sprint.

## Persönliches
Jake Brown stammt aus Saint Paul im US-Bundesstaat Minnesota. Er fing bereits im Alter von vier Jahren im Garten seiner Eltern mit dem Skilaufen an und fuhr in der neunten Klasse auch Rennen. Er studierte an der Universität Saint Olaf Biologie und schloss 2015 mit einem Bachelor ab. Nachdem er ein Jahr an der Northern Michigan University in Marquette verbracht hatte, wechselte er 2016 zum Biathlon und zog nach Lake Placid um, um dort zu trainieren. Browns drei Jahre jüngerer Bruder Luke ist ebenfalls als Biathlet aktiv.

## Statistiken

### Weltcupplatzierungen
Die Tabelle zeigt alle Platzierungen (je nach Austragungsjahr einschließlich Olympische Spiele und Weltmeisterschaften).
- 1.–3. Platz: Anzahl der Podiumsplatzierungen
- Top 10: Anzahl der Platzierungen unter den ersten zehn (einschließlich Podium)
- Punkteränge: Anzahl der Platzierungen innerhalb der Punkteränge (einschließlich Podium und Top 10)
- Starts: Anzahl gelaufener Rennen in der jeweiligen Disziplin
- Staffel: inklusive Mixed- und Single-Mixed-Staffeln

| Platzierung               | Einzel | Sprint | Verfolgung | Massenstart | Staffel | Gesamt |
| ------------------------- | ------ | ------ | ---------- | ----------- | ------- | ------ |
| 1. Platz                  |        |        |            |             |         |        |
| 2. Platz                  |        |        |            |             |         |        |
| 3. Platz                  |        |        |            |             |         |        |
| Top 10                    |        |        |            |             | 13      | 13     |
| Punkteränge               | 3      | 13     | 9          | 1           | 41      | 67     |
| Starts                    | 14     | 44     | 26         | 1           | 41      | 126    |
| Stand: Saisonende 2024/25 |        |        |            |             |         |        |

### Weltcupwertungen
Ergebnisse bei Biathlon-Weltcups (Disziplinen- und Gesamtweltcup) gemäß Punktesystem:
| Saison  | Einzel | Einzel | Sprint | Sprint | Verfolgung | Verfolgung | Massenstart | Massenstart | Gesamt | Gesamt |
| Saison  | Platz  | Punkte | Platz  | Punkte | Platz      | Punkte     | Platz       | Punkte      | Platz  | Punkte |
| ------- | ------ | ------ | ------ | ------ | ---------- | ---------- | ----------- | ----------- | ------ | ------ |
| 2018/19 | –      | –      | 88.    | 1      | –          | –          | –           | –           | 100.   | 1      |
| 2020/21 | 43.    | 20     | 35.    | 68     | 55.        | 20         | 47.         | 6           | 45.    | 114    |
| 2021/22 | 29.    | 25     | 49.    | 48     | 54.        | 27         | –           | –           | 49.    | 100    |
| 2022/23 | –      | –      | 74.    | 8      | 52.        | 21         | –           | –           | 67.    | 29     |
| 2023/24 | –      | –      | 65.    | 5      | 70.        | 5          | –           | –           | 78.    | 10     |
| 2024/25 | –      | –      | 59.    | 15     | 49.        | 25         | –           | –           | 59.    | 40     |

### Olympische Winterspiele
Ergebnisse bei Olympischen Winterspielen:
|                                        | Einzelwettbewerbe | Einzelwettbewerbe | Einzelwettbewerbe | Einzelwettbewerbe | Staffelwettbewerbe | Staffelwettbewerbe |
| Einzel                                 | Sprint            | Verfolgung        | Massenstart       | Männerstaffel     | Mixedstaffel       |                    |
| -------------------------------------- | ----------------- | ----------------- | ----------------- | ----------------- | ------------------ | ------------------ |
| Olympische Winterspiele 2022 \| Peking | 28.               | 36.               | 40.               | –                 | 13.                | –                  |

### Weltmeisterschaften
Ergebnisse bei Weltmeisterschaften:
| Weltmeisterschaften | Weltmeisterschaften | Einzelwettbewerbe | Einzelwettbewerbe | Einzelwettbewerbe | Einzelwettbewerbe | Staffelwettbewerbe | Staffelwettbewerbe | Staffelwettbewerbe |
| Jahr                | Ort                 | Einzel            | Sprint            | Verfolgung        | Massenstart       | Männerstaffel      | Mixedstaffel       | S.-M.-Staffel      |
| ------------------- | ------------------- | ----------------- | ----------------- | ----------------- | ----------------- | ------------------ | ------------------ | ------------------ |
| 2019                | Östersund           | 68.               | 58.               | 53.               | –                 | 19.                | –                  | –                  |
| 2020                | Antholz             | 46.               | 68.               | –                 | –                 | 8.                 | –                  | –                  |
| 2021                | Pokljuka            | 21.               | 12.               | 24.               | 28.               | 15.                | 12.                | –                  |
| 2024                | Nové Město          | 50.               | 38.               | 37.               | –                 | 5.                 | –                  | –                  |
| 2025                | Lenzerheide         | 25.               | –                 | –                 | –                 | –                  | –                  | –                  |